# Bellinzago Lombardo
Bellinzago Lombardo (Bellinzagh in dialetto milanese, Billinzagh nella parlata locale, semplicemente Bellinzago fino al 1862) è un comune italiano di 3 758 abitanti della città metropolitana di Milano in Lombardia. È attraversato dal naviglio Martesana. Giace sulla sinistra del canale della Martesana, a 23 Km. da Milano.

## Storia
In epoca romana il territorio di Bellinzago Lombardo era attraversato da un'importante strada romana, la via Gallica. Dal 2015 fa parte della Zona omogenea Adda Martesana della città metropolitana di Milano.
Le prime testimonianze documentate risalgono a scritti giuridici medievali, in particolare all'era carolingia, con due documenti risalenti all'848 e all'855 che fanno riferimento a Bellinzago Lombardo. In quell’epoca, il paese era posseduto una parte da una signora detta Gettonia e l’altra da Grimaldo, Vescovo di Bergamo. La soggezione della sua terra ai discendenti di Donna Gettonia e al Vescovato di Bergamo durò fino al 1200.
Allorché Federico Barbarossa si propose la conquista della penisola, cominciando dalla Lombardia e sistemando, secondo il suo modo di vedere, i feudi della regione, Bellinzago Lombardo venne tolto al monastero di Sant'Ambrogio di Milano, che aveva da poco in soggezione, e venne unita al feudo di Inzago, anticamente nomato Anticiacum o Iusobromagium, e munito fino alla metà dell'800 di un forte castello. Era esso sotto la signoria di S. Ambrogio di Milano, che vi mandava un Podestà a reggerne il territorio.
Garibaldo Vescovo di Bergamo vi fondava nell'anno 880 un ospedale che poi lasciò al detto monastero con la chiesa e coi beni che a questa erano annessi. Dopo l'acquisto della terra di Bellinzago, Inzago aumentò rinomanza e potere.
Dal 1500 è noto che Bellinzago appartenne al feudo di Melzo dei Conti Trivulzio. Dopo varie lotte, furono, nel 1549, gli spagnoli ad impadronirsi del territorio. Inizia così un periodo di dominazione straniera solcata da episodi tragici quali le due pestilenze del 1576 e del 1630. L'occupazione spagnola durò fino al 1707, anno in cui le terre passarono nelle mani degli Austriaci. Nel periodo di dominazione spagnola è da ricordare la visita pastorale del Cardinal Borromeo, Arcivescovo di Milano.
Il periodo di dominazione Austriaca fu molto proficuo per Bellinzago, che poté iniziare molte opere pubbliche di rilievo quali: la costruzione di un ponte che collegava il paese alla strada postale Milano-Bergamo. Dal 1796, quando Napoleone sconfisse gli Austriaci, vi fu un alternarsi di predomini fino al 14 giugno 1800. Napoleone Bonaparte, tornato dall’Egitto, liberò Milano e ristabilì la Repubblica.
Seguirono anni di prosperità affiancati da anni spiacevoli a causa delle epidemie di tifo e di colera del 1817 e del 1836. Ma in questi anni si poté stabilire parallelamente a una fattiva amministrazione, un archivio comunale e un Corpo di Guardia che salvaguardava la tranquillità, la sicurezza e il rispetto delle leggi. Molti problemi vennero risolti ma altri richiesero ancora del tempo: ne è un esempio il cimitero che trovò una sede solo nel 1833, fu poi ampliato e ammodernato. Destò particolare interesse nel 1846 l'istituzione del tratto ferroviario Milano-Treviglio.
Ben presto, anche a Bellinzago, era giunta l'eco delle imprese di Garibaldi. Fu proclamato il Regno d’Italia, ma anche questo Comune aveva da risolvere gravi problemi di ordine sociale e civile, fra i quali i servizi sanitari, scolastici e postali. Il problema scolastico venne definitivamente risolto nel 1959 con la costruzione di eleganti scuole che sono adibite sia ad elementari che per le medie.
Nel 1934 veniva abbattuto il vecchio ponte, stretto e impervio, sostituito con uno in cemento armato e nel 1958 fu costruito l’acquedotto. Sono questi gli anni del “boom” edilizio che vede un aumento delle costruzioni, grazie anche al circolo Famigliare di Villa Fornaci con due caseggiati sull'Alzaia sud del Naviglio.
Negli ultimi anni nel Comune sono sorti alcuni complessi residenziali e di villette, grazie alla vicinanza della nuova stazione della Metropolitana nel confinante Comune di Gessate.
La frazione di Villa Fornaci, che si affaccia interamente sulla Strada Statale 11, vanta la presenza di due splendide ville:
- Villa Maderna/Moioli, edificio del XVI secolo, trasformato con giardino e rustici;
- Villa Carcano, costruzione neoclassica, oggi proprietà Arrigoni.

A metà dell'abitato si trova la seicentesca chiesetta dedicata alla Madonna della Neve.
(Cesare Cantù, Grande Illustrazione del Lombardo Veneto, Milano, 1857)

### Simboli
Lo stemma comunale è stato ideato sulla base dell'ipotesi che la moderna denominazione di Bellinzago derivi da quella più antica di Birinzago: sono quindi presenti elementi (lo smalto di rosso e il leone rampante d'oro) ripresi dal blasone della famiglia Birinzago (di rosso, al leone d'oro, lampassato del campo; al capo d'oro, con l'aquila di nero, linguata di rosso, coronata del campo), originaria del luogo, e riprodotto nello Stemmario Trivulziano.

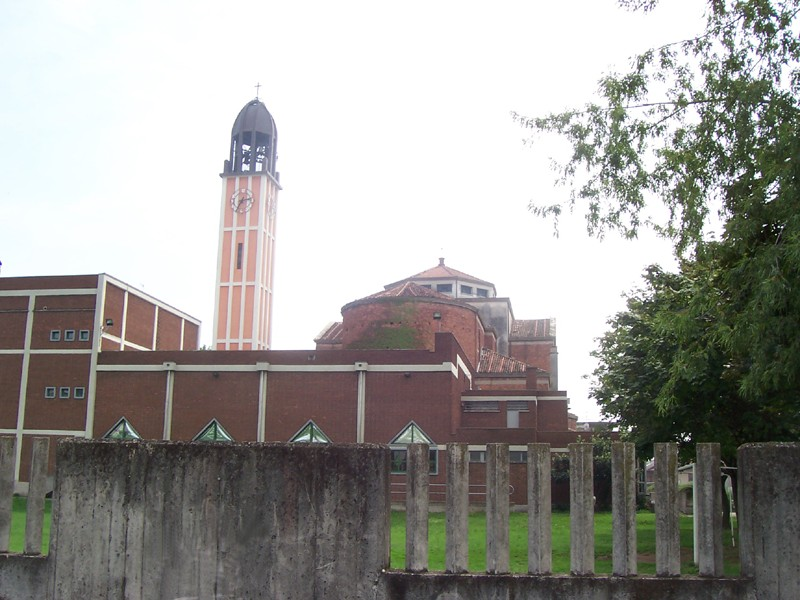
Parrocchiale di San Michele

Il progetto araldico trae origine dalla prima storica Signoria del Vescovo di Bergamo sulla terra e il villaggio di Bellinzago, e ricorda pure, nella figurazione araldica, il possesso che l’Imperiale esercitava su questo antico comune Lombardo. Blasoniamo quindi: Troncato, di rossi e di oro, alla mitra d’argento sulla troncatura; al capo di oro e all’aquila di nero, coronata d’oro, dal volo spiegato: al Capo del Littorio.
Il gonfalone è un drappo trinciato di bianco e di rosso.

## Società

### Evoluzione demografica
- 680 nel 1751
- 798 nel 1771
- 780 nel 1805
- annessione a Pozzolo nel 1811
- 1 266 nel 1853

Abitanti censiti

### Etnie e minoranze straniere
Secondo i dati ISTAT al 31 dicembre 2015 la popolazione straniera residente era di 259 persone. Le nazionalità maggiormente rappresentate in base alla loro percentuale sul totale della popolazione residente erano:
- Romania 85 (2,22%)
- Albania 35 (0,91%)
- Cina 32 (0,83%)
- Ucraina 25 (0,65%)

## Amministrazione
| Periodo        | Periodo        | Primo cittadino     | Partito                        | Carica  | Note |
| -------------- | -------------- | ------------------- | ------------------------------ | ------- | ---- |
| 14 giugno 2004 | 26 maggio 2013 | Emanuele Carpanzano | Lista civica Vivere Bellinzago | Sindaco |      |
| 27 maggio 2013 | 14 maggio 2023 | Angela Comelli      | Lista civica Vivere Bellinzago | Sindaco |      |
| 15 maggio 2023 | in carica      | Michele Avola       | Lista civica Vivere Bellinzago | Sindaco |      |